# Fuping (socken i Kina, Guangxi)
Fuping (kinesiska: 扶平乡, 扶平) är en socken i Kina. Den ligger i den autonoma regionen Guangxi, i den södra delen av landet, omkring 230 kilometer väster om regionhuvudstaden Nanning.
Genomsnittlig årsnederbörd är 1 665 millimeter. Den regnigaste månaden är juni, med i genomsnitt 338 mm nederbörd, och den torraste är februari, med 19 mm nederbörd.